# Annie Besant
Annie Wood Besant (barri de Clapham, Londres, 1 d'octubre del 1847 - Adyar, Índia, 20 de setembre del 1933) fou una educadora, investigadora, escriptora, periodista, estadista i una gran oradora. Va ser una militant protofeminista, activista a favor de la independència d'Irlanda i de l'Índia, va arribar a ocupar la presidència del Congrés Nacional Indi.
Va estudiar ciències i botànica a Anglaterra i es va doctorar en filosofia i lletres a la Universitat de Benarés a l'Índia.
El 1889, va rebre el llibre de Blavatsky La doctrina secreta, per a la seva revisió. Va succeir Henry Olcott en la presidència de la Societat Teosòfica des del 1903 fins al 1933, i va ser iniciada en la maçoneria el 1902.
Des del 1893 fins a la seva última malaltia, va presidir les seves famoses convencions anuals i cicles de conferències que després es van convertir en la majoria dels més de 330 llibres i fullets que va deixar com a guia per als qui estimen la veritat.
El 1911, es va convertir en vicepresidenta de la comaçoneria mundial i va assolir el grau de gran mestra del Consell Suprem de l'orde internacional de la comaçoneria, una obediència maçònica que permet la iniciació de dones.
El 1912, al costat de Marie Russak i James Wedgwood va fundar l'orde Místic del Temple de la Rosacreu, inspirada en els ensenyaments de l'esoterisme occidental.

## Algunes publicacions
- The Political Status of Women (1874)
- Marriage, As It Was, As It Is, And As It Should Be: A Plea For Reform (1878)
- The Law Of Population (1877)
- Autobiographical Sketches (1885)
- Why I became a Theosophist (1889)
- The Ancient Wisdom (1898)
- Thought Forms (1901)
- Bhagavad Gita (traducció a l'anglès) (1905)
- Introduction to Yoga (1908)
- Australian Lectures (1908)
- Occult Chemistry
- The Doctrine of the Heart (1920)
- Esoteric Christianity
- The Future of Indian Politics (booklet), Theosophical Publishing House, Adyar, 1922
- Besant, Annie. The Devachanic Plane. Theosophical Publishing House, London, ca. 1895
- Besant, Annie. Man and his bodies. Theosophical Publishing House, London, 1911
- Besant, Annie. Man's life in this and other worlds. Theosophical Publishing House, Adyar, 1913
- Besant, Annie. Study in Consciousness - A contribution to the science of psychology. Theosophical Publishing House, Madras, ca. 1907
- Beasant, Annie and Blavatsky, H.P. - "Memory and Its Nature", Theosophical Publishing House, Madras, ca. 1935